# اتسویا فوروتا
اتسویا فوروتا (انگلیسی: Atsuya Furuta؛ زادهٔ ۶ اوت ۱۹۶۵) بازیکن بیس‌بال اهل ژاپن است.